# کالوین ویلی
کالوین ویلی (به انگلیسی: Calvin Willey) سناتور سابق عضو حزب ملی جمهوری‌خواه بود. وی در سال ۱۸۲۵ تا ۱۸۳۱ میلادی سناتور ایالت کنتیکت در سنای ایالات متحده آمریکا بود.